# STO (криптовалюты)
STO, Security Token Offerings (с англ. — «предложение токена-ценной бумаги») — форма инвестирования блокчейн-проектов.

## Отличия ICO и STO
Токенизированные ценные бумаги представляют собой акции компаний. Основное различие между ними и токенами полезности и оплаты заключается в том, что владельцы токенизированных ценных бумаг имеют права собственности, а токены полезности и оплаты действуют как купоны и не дают своим владельцам прав традиционных инвесторов.
Токенизированные акции — это подкатегория токенов безопасности, которые представляют собой право собственности на такой актив, например, долг или акционерный капитал.
Чтобы определить, является ли цифровой токен токенизированной ценной бумагой, применяется тест Howey, принятый SEC. Он используется для проверки того, можно ли классифицировать сделку как «инвестиционный контракт».
Чтобы токен был классифицирован как инвестиционный контракт, он должен соответствовать следующим требованиям:
- Пользователь вкладывает деньги;
- Пользователь рассчитывает получить прибыль от инвестиций;
- Инвестиции находятся в «общем владении»;
- Владелец получает прибыль от действий посторонних людей (не организаторов) или промоутеров.

Согласно документу, опубликованному комиссией по ценным бумагам и биржам США (SEC), все ICO обязаны пройти процедуру регистрации. Ожидается, что токены безопасности и предложение токенов безопасности станут следующей тенденцией в сфере криптографии.
Токены безопасности подчиняются федеральным правилам о ценных бумагах и вступают в силу в первый день STO.

## Требования к участникам STO
Если взять за основу правила, которые американская комиссия по ценным бумагам и биржам планирует ввести для блокчейн-компаний, разрабатывающих токенизированные ценные бумаги, то инвесторы должны соответствовать хотя бы одному из следующих требований:
- Годовой доход более 200 000 долларов США на человека или 300 000 долларов для супружеской пары, сохраняемый в течение последних двух лет и прогнозируемый на год, в который человек планирует инвестировать средства[4];
- Чистые активы на сумму более 1 миллиона долларов, в которые не включена стоимость недвижимости, в которой инвестор проживает на постоянной основе;
- Организация, имеющая активы более 5 миллионов долларов, в том числе венчурные и целевые фонды;
- Организация, все члены которой являются квалифицированными инвесторами.

## Преимущества и недостатки STO
Преимущества
- Более низкие комиссии по сравнению с традиционными инвестициями;
- Быстрая обработка транзакций в связи с отсутствием длинной цепочки посредников;
- Расширение базы инвесторов;
- Автоматизированное проведение сделок;

Недостатки
- Функции финансовых учреждений возлагаются на стороны инвестиционных операций;
- Снижение децентрализации, недоступность большинству обычных пользователей.

## Развитие
Операции с участием криптовалют проводятся на цифровых биржах, среди которых Binance, Kraken, Binaryx и другие.
Развитие STO началось в конце 2017 —  начале 2018 года. Первыми сервисами в мире, начавшими работу с токенизированными ценными бумагами, стали Overstock.com и Polymath. В России первой компанией, которая запустила официальный сервис для выпуска security токенов, стала ICOadm.in.
По оценкам компании Polymath, за 2019 — 2020 годы объём рынка STO вырастет до 10 триллионов долларов.